# Short Singapore
Le Short Singapore était un hydravion biplan quadrimoteur de patrouille maritime britannique des années 1920 et 1930.
Conçu par le constructeur irlandais Short Brothers après la Première Guerre mondiale, il fut développé en deux versions : le prototype Singapore II et l'avion de série Singapore III. Ce dernier devint le principal hydravion de patrouille maritime de la Royal Air Force pendant les dernières années de l'entre-deux-guerres, et fut utilisé au combat par la Royal New Zealand Air Force (RNZAF) contre les Japonais pendant la première moitié de la Seconde Guerre mondiale.

## Conception et développement

### Premiers développements
Le premier prototype du Singapore, aussi connu sous la désignation Short S.5 et désigné Singapore I par les militaires britanniques, était une version à coque en métal du Short N.3 Cromarty. La conception biplan incluait une dérive et une gouverne de profondeur simples, et était initialement propulsé par deux moteurs Rolls-Royce Condor IIIA (en) de 650 ch (480 kW) chacun. L'appareil effectua son premier vol depuis Rochester le 17 août 1926, avec aux commandes par le chef pilote d'essai John Lankester Parker (en). L'avion n'entra pas en production, mais fut utilisé par Sir Alan Cobham pour un vol de surveillance autour de l'Afrique. Numéroté G-EBUP, il quitta Rochester le 17 novembre 1927 et arriva au Cap de Bonne-Espérance le 30 mars 1928, retournant à Rochester le 4 juin 1928. Il fut exposé à l'Olympia, à Londres, en juillet 1929.
Le Singapore II qui suivit, désigné Short S.12 par le constructeur, était un développement du premier avec quatre moteurs, montés en configuration dite « push-pull » : dans chaque nacelle, un moteur tracte et l'autre pousse. L'unique exemplaire produit de cet avion vola pour la première fois le 27 mars 1930, également piloté par John Lankester Parker.

### Vers une production en série
Du Singapore II fut issu un modèle quadrimoteur à trois dérives. En 1933, le Ministère de l'Air britannique (Air Ministry) commanda quatre hydravions basés sur le Singapore II, sous la specification R.3/33, pour effectuer des essais avec les escadrons. Ils seraient ensuite suivis par une autre commande d'appareils de production, sous la specification R.14/34. Ces avions, désignés Singapore III (Short S.19 pour le constructeur), avaient des coques entièrement métalliques et des surfaces portantes recouvertes de panneaux en métal. Ils étaient propulsés par quatre moteurs V12 à refroidissement liquide Rolls-Royce Kestrel VIII/IX de 675 ch (503 kW) chacun, montés par paires « push-pull » à l'intérieur de nacelles entre les deux ailes, comme sur le Singapore II. Les six membres d'équipage étaient installés dans une cabine centrale, ainsi que dans des postes de mitrailleuses défensives à l'avant, à l'arrière et au milieu de l'avion. Ces postes accueillaient des mitrailleuses Vickers ou Lewis, qui tiraient des munitions en 7,7 mm (calibre .303 British). Un réservoir de carburant pour les vols à longue distance pouvait être transporté à l'extérieur sur le dos du fuselage.
Le premier Singapore III vola pour la première fois le 15 juin 1934. Bien qu'étant dépassé au moment où le premier avion entra en service avec le No. 210 Squadron RAF, en janvier 1935, l'avion arriva pile au bon moment pour profiter de la course aux armements de la fin des années 1930, et 37 exemplaires en furent produits. La production cessa en juin 1937.

## Carrière opérationnelle
Le No. 230 Squadron RAF fut le premier escadron équipé de Singapore III. Il fut posté à Alexandrie en 1935. Pendant l'année 1937, les Singapores des No. 209 et No. 210 Squadron RAF furent déplacés de la base de Kalafrana, à Malte, vers l'Algérie, prenant part à un effort international pour prévenir le trafic d'armes pendant la guerre civile espagnole.
Le remplacement du Singapore par le Sunderland était déjà bien entamé lorsque la Seconde Guerre mondiale éclata. Toutefois, 19 appareils survivants furent encore utilisés sur des théâtres d'opérations secondaires, essentiellement comme appareils d'entraînement. La dernière unité de la Royal Air Force (RAF) à utiliser l'avion fut le No. 205 Squadron RAF (situé à Singapour justement), qui se sépara de son dernier avion en octobre 1941. Quatre avions de cet escadron atterrirent dans l'escadron no 205 de la Royal New Zealand Air Force (No. 205 Squadron RNZAF), dans les îles Fidji, pour y être utilisés contre les commandos allemands.
Quand le Japon lança ses attaques en décembre, la Nouvelle-Zélande se retrouva en première ligne. Les Singapores arraisonnèrent un sous-marin japonais et menèrent plusieurs missions de sauvetage aérien en mer, avant d'être remplacés par les PBY Catalina du No. 6 Squadron RNZAF en avril 1943.

## Versions
- Singapore I : (Short S.5) Premier avion conçu, propulsé par deux moteurs Rolls-Royce Condor IIIA (en) de 650 ch (480 kW) chacun. Produit à un seul exemplaire ;
- Singapore II : (Short S.12) Développement du Singapore I, propulsé par quatre moteurs. Produit à un seul exemplaire ;
- Singapore III : (Short S.19) Développement du Singapore I, propulsé par quatre moteurs V12 à refroidissement liquide Rolls-Royce Kestrel VIII/IX de 675 ch (503 kW) chacun et équipé d'une dérive triple. Produit à 37 exemplaires.

## Utilisateurs
- Nouvelle-Zélande :
  - Royal New Zealand Air Force :
    - No. 5 Squadron RNZAF[6] : Quatre avions du No. 205 Squadron RAF transférés en octobre 1941.

- Royaume-Uni :
  - Royal Air Force[7] :
    - No. 203 Squadron RAF ;
    - No. 205 Squadron RAF ;
    - No. 209 Squadron RAF ;
    - No. 210 Squadron RAF ;
    - No. 228 Squadron RAF ;
    - No. 230 Squadron RAF ;
    - No. 240 Squadron RAF.

## Galerie photographique

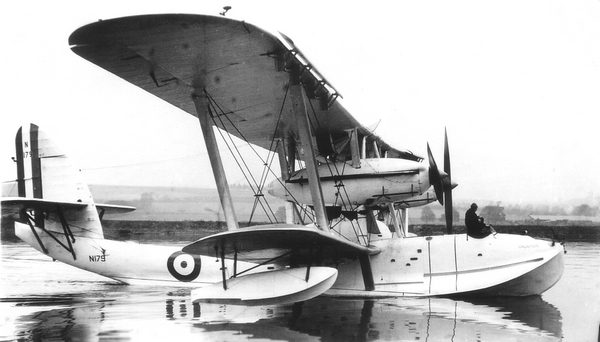
Le prototype Singapore I (N179) dans sa forme finale, avec des moteurs Rolls-Royce H.10 Buzzard et des becs de bord d'attaque automatiques Handley Page sur l'aile supérieure.
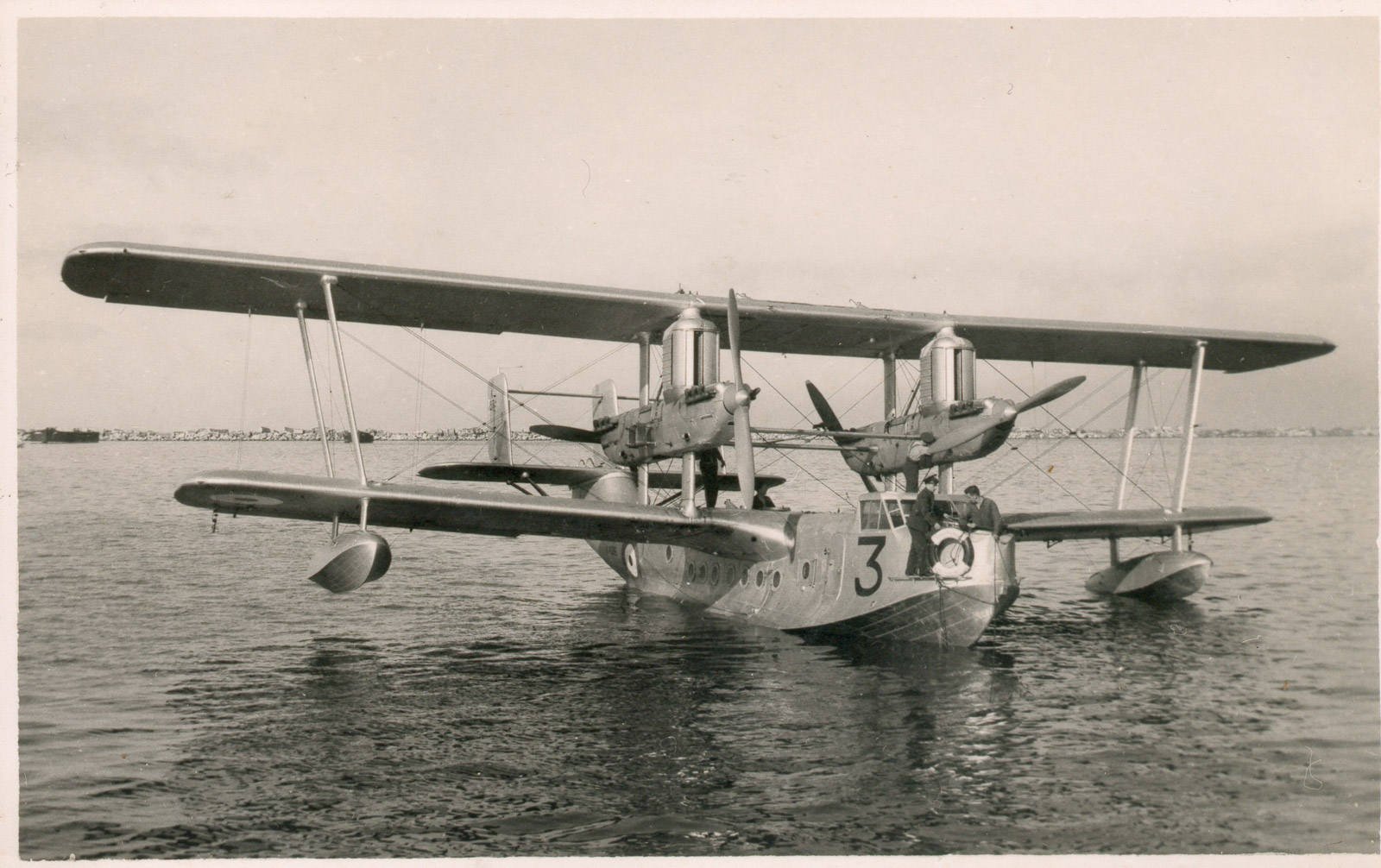
Un Singapore III du No. 230 Squadron RAF à Alexandrie, au milieu des années 1930.
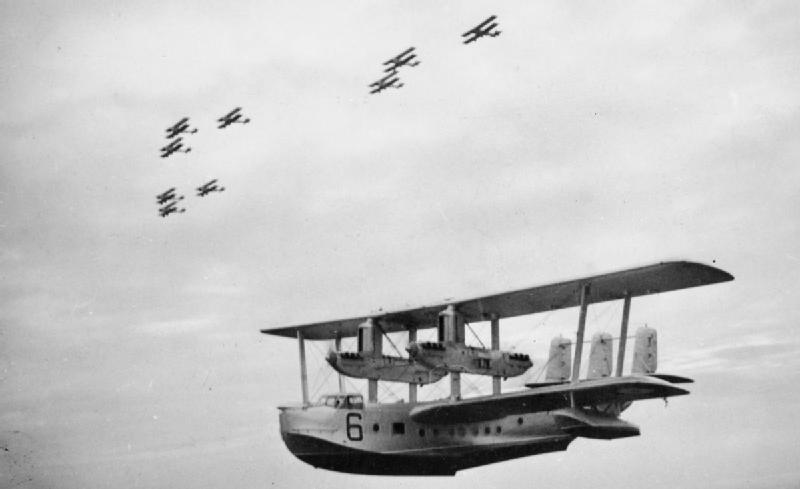
Singapore III du No. 205 Squadron RAF, en vol sous trois formations « vic » de bombardiers-torpilleurs Vickers Vildebeest du No. 100 Squadron RAF. Les deux unités étaient basées à Seletar, à Singapour.

## Magazines
- (en) William Green et Gordon Swanborough, « Singapore: Short's Last Biplane Boat », Air Enthousiast, Bromley, Kent, Royaume-Uni, Tri-Service Press, no 39,‎ mai-août 1989 (ISSN 0143-5450)